# Juan Carlos Calvo
Juan Carlos Calvo (* 26. Juni 1906; † 12. Oktober 1977) war ein uruguayischer Fußballspieler.

## Vereinskarriere
Calvo spielte in seiner Heimat von 1926 bis 1937 für den Misiones Football Club.

## Nationalmannschaft
Der Stürmer war Mitglied der uruguayischen Fußballnationalmannschaft, mit der er sich bei der Fußball-Weltmeisterschaft 1930 den Weltmeistertitel bei der erstmaligen Austragung dieses Turniers sichern konnte. Im Verlauf des Turniers wurde er jedoch nicht eingesetzt.